# Апуримак
Апури́мак (в нижнем течении Эне, Тамбо, исп. Río Apurímac) — река в Южной Америке, в Перу, левая составляющая реки Укаяли (бассейн Амазонки).
Длина 1250 км (по данным Большой Советской Энциклопедии (3-е издание)), 750 км (по данным Большой Российской). Площадь бассейна около 125 тысяч км². Берёт начало на плоскогорье Пуна в Центральных Андах, к северо-западу от озера Титикака, течёт на северо-запад в глубоких узких долинах, расчленяющих хребты Анд. Питание преимущественно дождевое. Средний расход около 2,9 тысяч м³/с. Наиболее многоводна летом (декабрь-февраль). Очень порожиста, несудоходна. На реке Апуримак расположен город Пуэрто-Прадо.
Апуримак — верхнее течение реки Тамбо, которая, соединившись с рекой Урубамба на высоте 272 м над уровнем моря, образует Укаяли — одну из величайших рек Южной Америки.
Апуримак прорезывают Кордильеры Перу; начало он берёт из озера Вилафро (у туземцев Хуанана), расположенного в перуанском департаменте Арекипа, течёт сперва по направлению к северу через департамент Куско, затем делает поворот на северо-запад и образует границу между департаментами Куско и Апуримак; из последнего в него впадает слева приток Пахахака, после чего он вступает в департамент Аякучо, где слева же принимает ещё более значительный приток, Мантаро. Здесь Апуримак получает данное ему туземцами название Эне (то есть Великая река), а при впадении в него левого притока Перене он переменяет это название на Тамбо и, наконец, пробежав 1250 км, сливается с рекой Урубамба. Течение Апуримака постоянно стремительное, а русло его, теснимое крупными утёсами, во многих местах почти сплошь покрыто камнями. Быстрота течения, а также многочисленные водопады (Хаупимайо, Хифлон-Вертиман и другие) и водовороты (Капасияркви и другие) являются непреодолимыми препятствиями судоходству по реке. Почти до впадения Монтаро плавание крайне опасно, и лишь ниже Хифлон-Вертимана, где Апуримак называется уже Тамбо, река  менее стремительна и становится безопасной для судов определённых размеров.
Перуанец Самонес, проехавший в 1883—1885 гг. от устья Пахахаки до начала Укаяли, доставил первые достоверные сведения об исследованной им реке.